# Beaumat
Beaumat là một xã thuộc tỉnh Lot trong vùng Occitanie phía tây nam nước Pháp. Xã này nằm ở khu vực có độ cao trung bình 320 mét trên mực nước biển.
Sông Céou tạo thành một phần ranh giới phía bắc thị trấn.